# بيرل وليامز
بيرل وليامز (بالإنجليزية: Pearl Williams)‏ هي عازفة بيانو ومغنية أمريكية، ولدت في 10 سبتمبر 1914، وتوفيت في 18 سبتمبر 1991.